# Црква Преображења Христовог у Клепцима
Црква Преображења Христовог је српска православна црква која се налази у насељеном месту Клепци у граду Чапљина. Припада Епархији захумско-херцеговачкој и приморској, а у потпуности је обновљена 1857. године.
Националним спомеником Босне и Херцеговине проглашена је у октобру 2003. године, заједно са зградом школе и гробљем.

## Локација
Клепци су насељено место у граду Чапљина, које административно припада Федерацији Босне и Херцеговине. Насеље је јужно од Чапљине, на ушћу реке Брегаве у Неретву.

## Опис
Црква Преображења Христовог у Клепцима била је једнобродна грађевина, зидана од добро тесаног камена, са издуженом правоугаоном основицом унутрашњих светлих димензија око 3,70 x 8,26 m, прекривена полуобличастим сводом зиданим од камена. На источној страни налази се апсида, полукружног облика и са спољње и са унутрашње стране. Изнад улазног дела цркве, на галеријској етажи цркве, била је изграђена правоугаона пивница димензија око 300 x 376 cm, испод полуобличастог свода.
Црква је потпуно уништена 1992. године. Објекат школе, који се налази у саставу комплекса, такође је потпуно срушен. Објекти су у потпуности порушени минирањем и велика количина фрагмената налази се на лицу места. Од објекта цркве остали су фрагментарно сачувани делови звоника. У фрагментима је сачувана и натписна плоча, која се налази изнад улазних врата. Гомиле камена којим су били зидани објекти цркве и школе налазе се разасуте око ових објеката.
Поново је обновљена 2015. године. У оквиру обнове храма, обављена су археолошка истраживања. Показало се да је обновљена црква из 1875. године, изграђена на темељима средњовековног и ранохришћанског храма. Дошло се до керамике чак из 3 века. Откривени су средњовековни гробови са материјалом који потичу из 8. и 14. века. У црквеном дворишту налази се гробље у којем се налази и неколико стећака, углавном у форми плоча, од којих су неки украшени штитовима и розетама.

## Историјат
Православна црква у Клепцима потиче, највероватније из 16. века. Према народном предању цркву у Клепцима зидао је Михаило Милисава Милорадовић. Генерал Милорадовић је 1811. године доласком из Русије у Црну Гору послао новац за поправку задужбине Милорадовића у Херцеговини. Чланови средњовековне породице Храбрени-Милорадовићи били су ктитори ове цркве, а имали су задужбине-цркве у Ошанићима, Тријебњу, Клепцима и Житомислићима.
Црква је била посвећена Христовом преображењу. На натписној плочи, која се налази изнад улазних врата, забележено је да је црква обновљена 1857. године. За време Другог светског рата, 1942. године, спаљени су иконостаси, фреске, иконе, богослужбени предмети, црквене и матичне књиге и архив, црква је била разорена. После Другог светског рата, 1947. године, објекат цркве је обновљен. Објекти цркве и школе су 1992. године потпуно срушени у рату од 1992. до 1995. године.
Црква је обновљена 2015. године. Храм је окречен, купљен је инвентар и сашивени су прекривачи. Епископ Захумско херцеговачки и приморски г. Григорије, уз саслужење игумана манастира Студенице Тихона, игумана житомислићког Данила и бројног свештенства обавио је чин освећења новообновљенoг храмa и цркве Преображења Христовог.